# Округ Џаспер (Јужна Каролина)
Округ Џаспер (енгл. Jasper County) је округ у америчкој савезној држави Јужна Каролина. По попису из 2010. године број становника је 24.777.

## Демографија
Према попису становништва из 2010. у округу је живело 24.777 становника, што је 4.099 (19,8%) становника више него 2000. године.
| Група             | 2000.          | 2010.          |
| Белци             | 8.374 (40,5%)  | 9.263 (37,4%)  |
| Афроамериканци    | 10.895 (52,7%) | 11.406 (46,0%) |
| Азијати           | 92 (0,4%)      | 176 (0,7%)     |
| Хиспаноамериканци | 1.190 (5,8%)   | 3.752 (15,1%)  |
| Укупно            | 20.678         | 24.777         |